# Consumo recreativo de droga

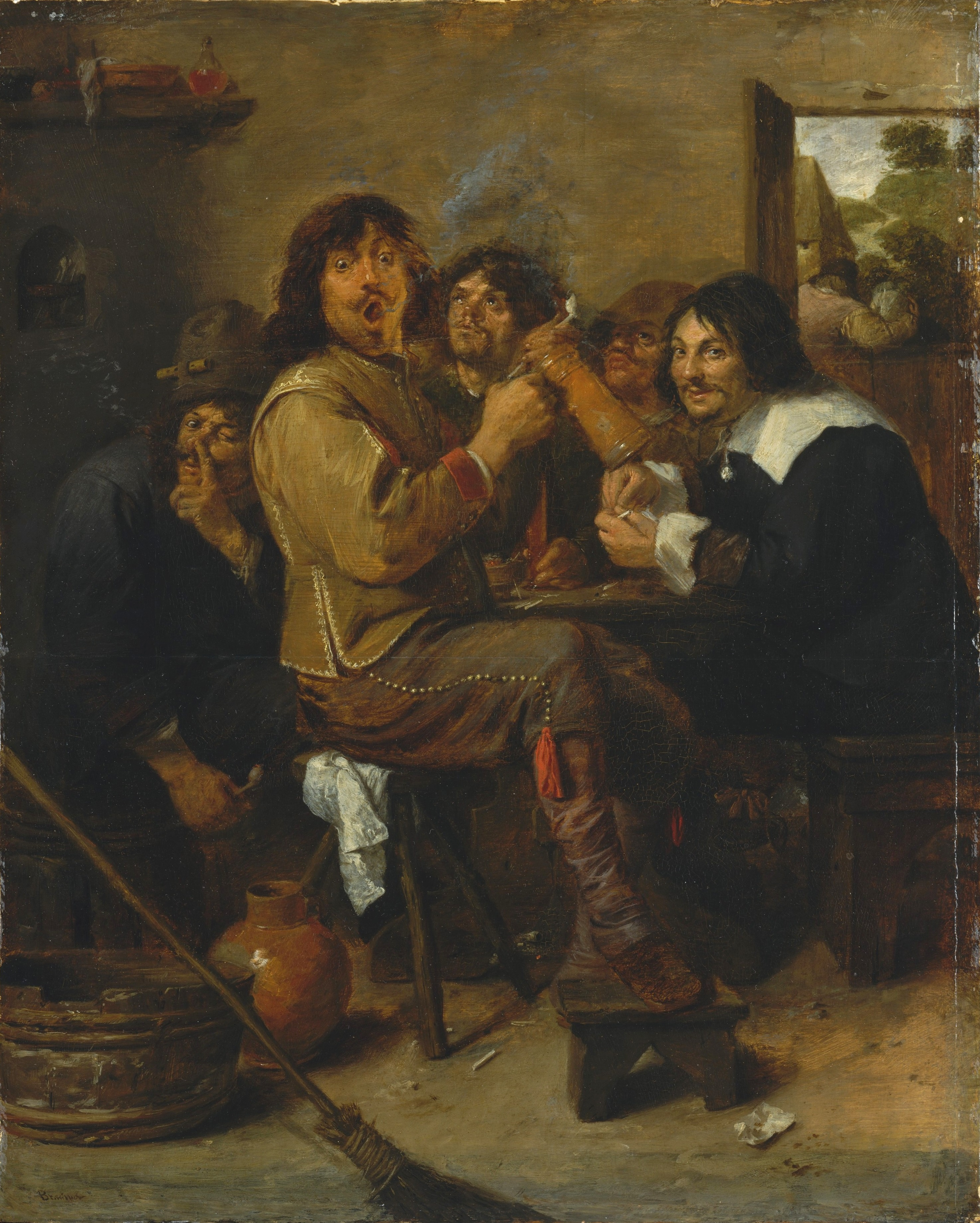
Los fumadores (1636), Adriaen Brouwer

El consumo de droga con fin lúdico  se refiere al consumo de un tipo y una cantidad de droga con la intención de crear o mejorar la experiencia de ocio. Entre las drogas consideradas potencialmente para tal fin se incluyen: el alcohol etílico, la nicotina, la cafeína y drogas en el ámbito de la Convención Única sobre Estupefacientes y Convención sobre sustancias psicotrópicas de las Naciones Unidas. El psicofarmacólogo Ronald K. Siegel, que ha estudiado este campo, se refiere a la intoxicación como el cuarto motivo (fourth drive), postulando que el instinto humano de buscar sustancias que modifiquen su estado de conciencia tiene tanta fuerza y persistencia que funciona como los motores humanos para el hambre, sed y refugio.

## Definición
Por «consumo» entendemos aquella modalidad de ingesta, inhalación o inyección en la que por el tipo de sustancia utilizada, por la cantidad, y por la calidad, se producen alteraciones en las funciones normales del sistema nervioso, lo cual puede intensificar la emoción de una experiencia recreativa. Sin embargo, un exceso en la cantidad o un defecto en la calidad de estas sustancias puede derivar en consecuencias indeseables para el organismo.
Se trata de consumos ocasionales y moderados, como los realizados por una mayoría de consumidores de alcohol etílico. Aun así, ingestas esporádicas pueden ocasionar reacciones de intoxicación aguda grave, aunque no sea lo más frecuente.
El concepto del «consumo responsable» de droga implica que una persona pueda consumir droga con un motivo recreativo sin que ello suponga un riesgo significativo para su vida y su integridad física y mental. Esto parte del entendimiento de que el individuo puede ejercer su libertad de consumo de forma responsable y no hacer del uso un abuso de las sustancias psicoactivas o psicotrópicas.
El propósito lúdico de las sustancias psicotrópicas y psicoactivas es inherente a la condición humana y se ha llevado a cabo durante siglos.

## Tipos de droga

### Drogas comunes

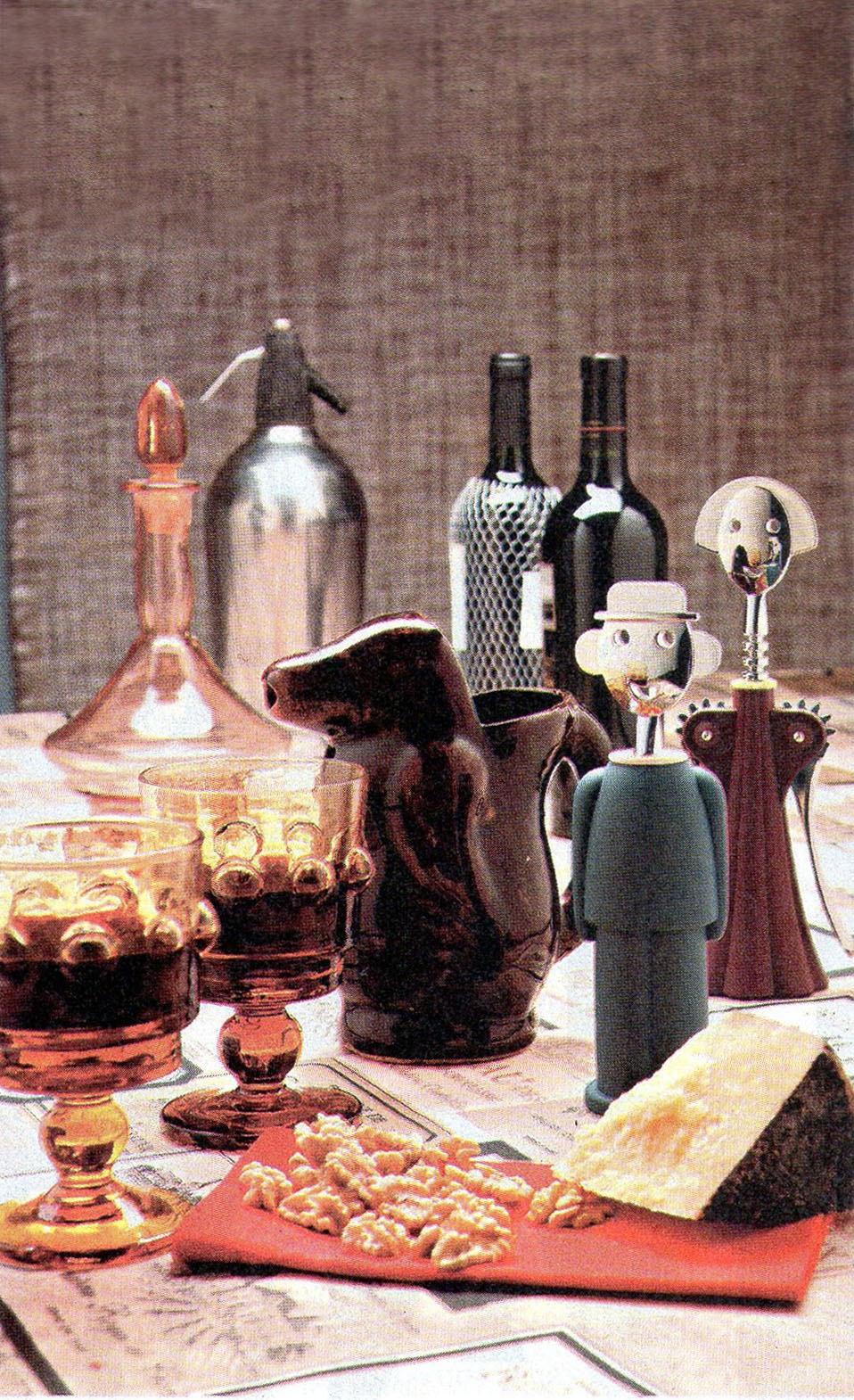
El vino, una de las bebidas alcohólicas más populares

Las drogas más populares en el mundo para fin recreativo son:
- cafeína y teobromina (de café, té, cacao y otras fuentes vegetales) – legal en todas las partes del mundo aunque antiguamente prohibido en la Rusia zarista, pero no consumidos por los miembros de algunas religiones.
- cannabis (en forma de cannabis herbal -más conocido como marihuana-, o de hachís). Contiene cannabinoides, ante todo THC - tetrahidrocannabinol. Ilegal en la mayor parte del mundo.

Pipas de hachís de cerámica halladas en Córdoba (España) de época andalusí. El consumo recreativo del hachís estuvo muy extendido en la sociedad hispanomusulmana medieval.

- etanol (alcohol etílico, comúnmente conocido como alcohol, producido mediante la fermentación por la levadura en bebidas alcohólicas tales como el vino y la cerveza) - legal pero regulado en la mayor parte del mundo, y es ilegal en varios países musulmanes, como Pakistán, Libia, Sudán, Irán y Arabia Saudita; no consumido por miembros de algunas religiones. Actúa como un agonista de los receptores GABAA. En química, el alcohol puede referirse a más que tan sólo el alcohol etílico. El metanol (alcohol metílico o alcohol de madera) es venenoso.
- tabaco (contiene nicotina y alcaloides beta-carbolina) - legal pero regulado en la mayor parte del mundo y no consumida por los miembros de algunas religiones.[3]
- opiáceos y opioides - en general legal únicamente con receta médica, para el alivio del dolor. Los opiáceos utilizados con finalidad lúdica son: la morfina y la codeína. Los opiáceos incluyen a: la heroína (diacetilmorfina, no utilizada en la medicina en la mayoría de los países), la oxicodona, la hidromorfona, la hidrocodona (Vicodin), el fentanilo, la petidina, el tramadol y otros. Véase también: naloxona/naltrexona (antídotos para opioides), opio, Papaver somniferum.
- cocaína - un estimulante simpaticominético derivado de la planta de coca de América del Sur. El uso de la estimulante hoja de coca (por ejemplo, la masticación, a menudo con cal apagada para aumentar la biodisponibilidad), pero no la cocaína, es legal en Bolivia. La cocaína es ilegal en la mayor parte del mundo. Fue utilizada antiguamente en medicina y odontología como anestesia local. Derivados tales como lidocaína y novocaína ahora se utilizan en su lugar.

Otras drogas populares de la calle son:
- anfetamina, metanfetamina, metilfenidato - estimulantes (simpaticomiméticos), los tres son recetados para el TDAH
- modafinilo y su enantiómero activo, armodafinilo - estimulantes, medicamentos con receta
- MDPV con efectos similares a la anfetamina, metanfetamina, cocaína y el metilfenidato
- MDMA - un estimulante (entactógeno) y un psicodélico (feniletilamina), en pastillas de éxtasis (descritas a continuación) o en forma cristalina, ilegal prácticamente en todas partes
- éxtasis (M, rolas) - a menudo se equipara con la MDMA, aunque pueden contener otros estimulantes y/o drogas psicodélicas, y en ocasiones también adulterantes peligrosos
- LSD - una triptamina psicodélica, también DMT, 2C-B,[4] DOB, DOC, DOI, DOM - fenetilaminas psicodélicas
- hongos psilocibios (que contienen psilocibina y la psilocina, triptaminas) y otros hongos alucinógenos
- tranquilizantes (sedantes, la mayoría de ellos son medicamentos recetados): barbitúricos, benzodiacepinas, análogos de benzodiazepinas y otros (incluyendo al GHB, conocido por su uso como droga para la violación, pero también como droga para fiestas)
- kawa-kawa - planta sedante
- las siguientes droga disociativas: ketamina, fenciclidina (PCP), óxido de nitrógeno (I) (gas hilarante), los nitritos de alquilo (Poppers), éter etílico
- qat, que contiene catina y catinona (estimulantes)
- medicamentos de venta libre (en algunos países podrían ser medicamentos con receta): dextrometorfano (DXM, disociativo), codeína (opiáceo, a menudo con paracetamol para desalentar el consumo lúdico), algunos delirantes (bencidamina y difenhidramina) y estimulantes (efedrina y pseudoefedrina)
- drogas de diseño recreativas (por ejemplo, benzilpiperacina y mefedrona) y cannabis sintético
- salvia divinorum, que contiene salvinorina A que produce efectos disociativos y alucinaciones
- Peyote y cactus de San Pedro
- nuez moscada que contiene miristicina - un delirante
- plantas generalizadas - por ejemplo aquellas de la familia Solanaceae (por ejemplo, datura, belladona) que contienen los siguientes delirantes: atropina, hioscinamina y escopolamina (la pilocarpina es el antídoto en caso de sobredosis)
- inhalantes - disolventes, propelentes y gases de colas que contienen estos, pero también óxido nitroso (gas hilarante), Poppers (nitritos de alquilo), éter dietílico, lanzaperfume y otros